# Bogdan Sekuła
Bogdan Sekuła (ur. 13 marca 1957 r. w Nowym Sączu) – działacz niepodległościowy, sportowy i społeczny.
Syn Lesława i Janiny Sieg. Absolwent I LO w Nowym Sączu (1976). 

## Życiorys
Współzałożyciel i sekretarz Towarzystwa im. gen. J. Kustronia w Nowym Sączu (1981-1984), rozwiązanego przez władze komunistyczne. Członek Komitetu Opieki nad Kopcem Józefa Piłsudskiego w Krakowie (1982-1987), konspiracyjnego Komitetu Uczczenia Pamięci Sądeczan Pomordowanych na Wschodzie (1987-1991) i Towarzystwa im. J. Piłsudskiego (1988-do dziś), w którym pełnił funkcje wiceprezesa. Redaktor „Tygodnika Sądeckiego” (1989-1991). Współorganizator niezależnych uroczystości patriotycznych (m.in. wystawa pt. Generał Kustroń - Żołnierz Niepodległości, po trzech dniach ekspozycji zlikwidowana przez komunistyczne władze Nowego Sącza we wrześniu 1983 r.). W działalności konspiracyjnej w latach 1982-1989 bliski współpracownik takich osób jak: Jerzy Giza, Jerzy Bukowski, Włodzimierz Sackiewicz-Steckiewicz i Piotr M. Boroń. W stanie wojennym zwolniony z pracy wskutek nacisków SB.
Odznaczony Złotym Krzyżem Zasługi przez prezydenta RP na Uchodźstwie, Krzyżem Wolności i Solidarności, Medalem „PRO MEMORIA” i Złotym Medalem Opiekuna Miejsc Pamięci Narodowej oraz uhonorowany tytułem Członka Honorowego Sądeckiej Rodziny Katyńskiej. Pracuje w Wydziale Kultury i Sportu Urzędu Miejskiego w Nowym Sączu. 